# Савельев, Борис Исаакович
Бори́с Исаа́кович Саве́льев (фамилия при рождении — Вейц; 14 мая 1934, Москва, РСФСР, СССР — 8 сентября 1991, там же) — советский композитор.

## Биография
Родился 14 мая 1934 года в Москве.
Окончил Институт культуры, работал в эстрадных и джазовых ансамблях (играл на аккордеоне), первым в Советском Союзе ввёл в джазовый состав флейту.
Композицией начал заниматься с 1960 года. Написал немало эстрадных песен, в том числе популярную «Конопатая девчонка», исполнявшуюся ансамблями «Самоцветы», «Поющие сердца» и другими, работал музыкальным редактором популярной радиопередачи «С добрым утром!». 
В течение 25 лет писал музыку для знаменитой передачи «Радионяня», где песни помогали детям запоминать трудные правила грамматики, математики и других предметов. 
Автор музыки ко многим популярным мультфильмам («Раз ковбой, два ковбой», «Робинзон Кузя», сериал про Кота Леопольда, «Дом для леопарда» и другие).
Вместе с музыкальной группой композитора Евгения Бедненко «Хорус» (трио «Хорус») записал на фирме грамзаписи «Мелодия» несколько детских мюзиклов: «Сокровища капитана Флинта», «Морской дьявол», «День рождения кота Леопольда» и другие.
Первая постановка в Советском Союзе мюзикла «День рождения кота Леопольда» была осуществлена режиссёром Михаилом Тимофти в Оренбургском театре музыкальной комедии и в Молдавском Национальном Театре имени Михая Эминеску.
Мюзикл «Сокровища капитана Флинта» был поставлен Михаилом Тимофти в Томском Театре музыкальной комедии (ныне Северский музыкальный театр), затем в Государственном русском драматическом театре имени А. П. Чехова (Кишинёв).
Часто проводил творческие вечера во многих школах Советского Союза.
Борис Савельев умер 8 сентября 1991 года. Кремирован, урна с прахом захоронена в колумбарии Донского кладбища.

## Семья
Сын — Борис Борисович Савельев, врач-стоматолог.

## Фильмография
Мультфильмы
- «Бабушкин козлик» (1963) — (совм. с Никитой Богословским)
- «Белая шкурка» (1968)
- «Хочу бодаться!» (1968)
- «Пластилиновый ёжик» (1969)
- «Жук — кривая горка» (1973)
- «Автомобиль с хвостиком» (1973)
- «Утренняя музыка» (1974)
- «Приключения кота Леопольда», мультсериал (1975—1987)
- «Лиса и медведь» (1975)
- «Переменка № 1» (1976)
- «Тимка и Димка» (1976)
- «Чемпион в лесу» (1977)
- «Робинзон Кузя» (1978)
- «Дом для леопарда» (1979)

Фильмы
- «Василий Докучаев» (1961)
- «Приключения маленького папы» (1979)
- «Ералаш»
  - «Злодей, добряк и… тот, кто живёт на крыше» (1979)
  - «Вот это внук» (1980)
  - «Лужа» (1980)
- «Похищение века» (1981)
- «Подружка моя» (1985)

## Дискография
- 1983 — «Ребята, давайте жить дружно». Песни кота Леопольда (музыка: Б. Савельев, текст и слова песен: А. Хайт, поёт и читает А. Калягин, музыку исполняет ансамбль «Мелодия») — фирма «Мелодия», С52 20151 007, С52 20153 001 (на двух пластинках-миньонах)
- 1990 — «Сокровища капитана Флинта. Мюзикл для детей, любящих приключения». По мотивам романа Р. Л. Стивенсона «Остров Сокровищ». ВСГ «Мелодия», С50 29633 001.
- 1991 — «Морской дьявол». Мюзикл для детей по роману А. Беляева «Человек-амфибия» (музыка: Б. Савельев, сценарий и текст песен А. Меньшикова и Б. Салибова) — фирма «Мелодия», С50 31093 004.
- 1991 — «Робинзон Крузо», мюзикл.
- 2022 — «19 мая — С Днём Пионерии!» (Музыка: С. Дешкин, Л. Шварц, Б.  Савельев и другие)